# Räpina
Räpina (Võro: Räpinä; deutsch: Rappin) ist eine Gemeinde im estnischen Kreis Põlva mit einer Fläche von 265,9 km². Sie hatte am 1. Januar 2025 5.833 Einwohner.

## Gliederung

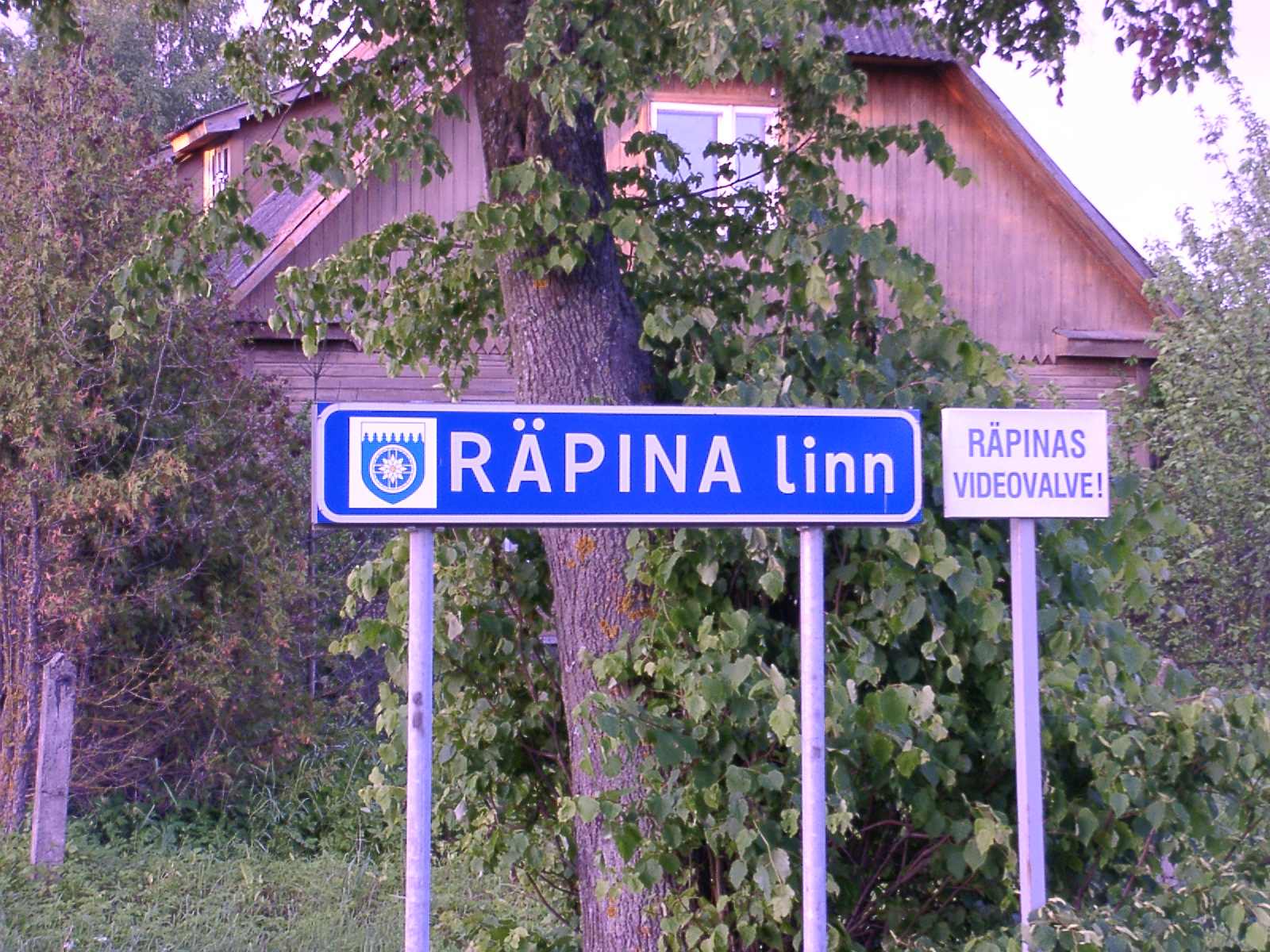
Ortsschild von Räpina

Das Gebiet der Gemeinde umfasst die Stadt Räpina sowie die Dörfer Jaanikeste, Kassilaane, Kõnnu, Köstrimäe, Leevaku, Linte, Mägiotsa, Meelva, Naha, Nulga, Pääsna, Pindi,  Raadama, Rahumäe, Raigla, Ristipalo, Ruusa, Saareküla, Sillapää, Sülgoja, Suure-Veerksu, Toolamaa, Tooste, Tsirksi, Võiardi, Võõpsu und Võuküla.

## Geschichte

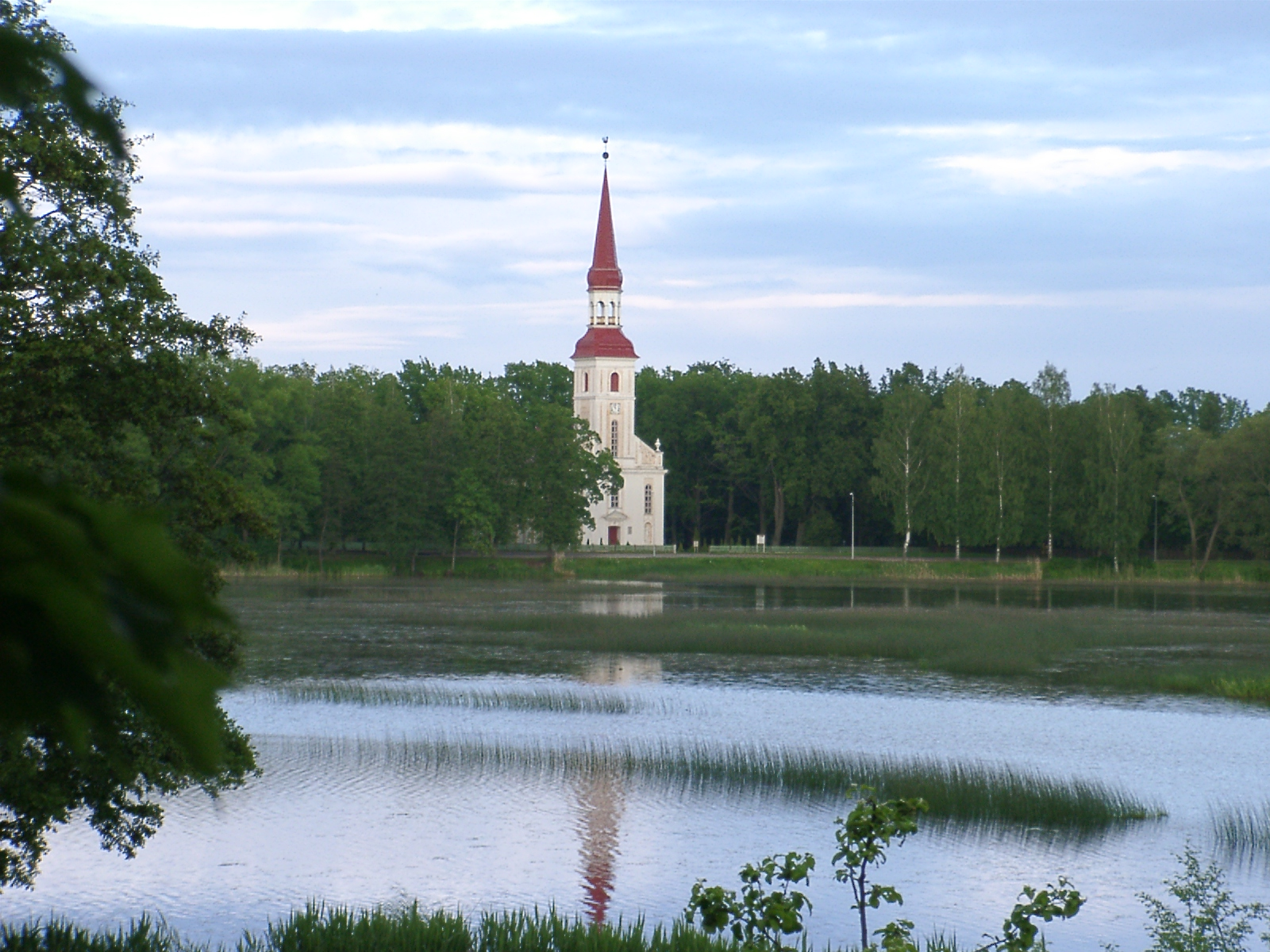
Kirche von Räpina

Die Region Räpina diente in der Antike als Handelsroute zwischen Tartu und Pihkva und Tartu–Võhandu. Das eigentliche Gründungsdatum des Ortes ist nicht überliefert. Aus dem Jahr 1582 gibt es ein Dokument, welches Räpina und viele Nachbarorte als Handelsniederlassung der Region Tartu ausweist. Vermutlich schlossen sich diese Siedlungen zum Pfarrbezirk Räpina zusammen, der in einer Urkunde des schwedischen Königlichen Konsistoriums 1636 als Kirchspiel erwähnt wurde.
Zwischen den 1930er Jahren 1992 gehörte die Landgemeinde Räpina zur ESSR. Mit der staatlichen Selbstständigkeit Estlands erlangte Räpina schließlich zunächst den Status einer selbstverwalteten Stadt. Im Jahr 2002 schlossen sich die Stadt und die Gemeinde Räpina zusammen und bildeten das heutige Gemeindegebiet Räpina.
Die Einwohner von Räpina betrieben und betreiben Landwirtschaft, Fischfang und Holzverarbeitung.

## Kultur und Sehenswürdigkeiten
Die Nähe zum Peipussee, die Seen Lämmijärv, Meelva und Viroste sowie der Fluss Võhandu ziehen jährlich zahlreiche Naturliebhaber an. Besonders sehenswert ist das Schutzgebiet im Moor von Meelva. Interessant ist darüber hinaus der etwa 39 m messende Meteoritenkrater von Tsõõrikmäe.

## Söhne und Töchter der Gemeinde
- Kalju Ahven (1921–1946), Dichter
- Leonhard Lapin (1947–2022), Architekt und Künstler
- Margus Leivo (1954–2019), Politiker, 2003–05 Innenminister von Estland
- Aapo Ilves (* 1970), Schriftsteller, Lyriker, Essayist, Journalist, Schauspieler, Musiker und Künstler